# San Dimas, California
San Dimas este un oraș din California, SUA. Se află la o altitudine de 291 m deasupra nivelului mării. Are o suprafață de 39,957155 km² și 39,95714 km². Populația este de 34.924 locuitori, determinată în 1 aprilie 2020, prin recensământ.